# Corps parent
En astronomie, un corps parent est l'objet céleste à l'origine d'une météorite ou d'un type de météorites. Le terme est également utilisé pour les pluies de météores (ou étoiles filantes).

## Identification
La façon la plus simple de rattacher une météorite à un corps parent est quand ce dernier existe toujours. C'est le cas des météorites lunaires et martiennes. Des échantillons de météorites lunaires peuvent être comparés à des échantillons du programme Apollo. Les météorites martiennes peuvent être comparées aux analyses faites par des rovers (par exemple Curiosity).
Les météorites peuvent également être comparées aux types spectraux des astéroïdes. Afin d'identifier le corps parent d'une famille de météorites, les chercheurs comparent leur albédo et leur spectre avec ceux d'autres corps connus. Ces études montrent que certains types de météorites sont étroitement apparentés à des astéroïdes particuliers. Par exemple, les météorites HED sont associées à (4) Vesta. Une autre façon, peut-être plus utile, de classer les météorites par corps parent est de les regrouper selon leur composition, les types de chaque corps parent hypothétique apparaissant voisins sur un graphique.
La composition chimique (notamment les rapports entre éléments-traces) et isotopique des météorites connues montre qu'elles proviennent de 95 à 148 corps parents différents,, soit beaucoup moins que le million d'astéroïdes de la ceinture principale de taille supérieure à un kilomètre. Cet important biais d'échantillonnage reste un domaine de recherche actif.